# Гиляровский, Владимир Алексеевич
Влади́мир Алексе́евич Гиляро́вский (26 ноября [8 декабря] 1855, имение графа Олсуфьева, Вологодский уезд, Вологодская губерния, Российская империя — 1 октября 1935, Москва, РСФСР, СССР) — русский и советский писатель, поэт, фельетонист, беллетрист, драматург, литературовед, журналист, краевед Москвы.
Псевдонимы: Джура, Дядя Гиляй.

## Биография
Родился в семье помощника управляющего лесным имением графа Олсуфьева в Вологодской губернии Алексея Ивановича Гиляровского и его жены Надежды Петровны, в девичестве Мусатовой. Мать писателя происходила из семьи запорожских казаков.
Долгое время считалось, что Гиляровский родился в 1853 году, однако в 2005 году стало известно, что именно 1855 год значится в метрической книге Покровской Сямской церкви села Сяма, где крестили Владимира, который появился на свет 26 ноября по старому стилю и был окрещён 29 ноября. По мнению архивистов, ошибка справочников и энциклопедий могла быть вызвана статьёй, которую Гиляровский опубликовал в 1928 году к своему, как он считал или утверждал, 75-летию.
В 1860 году отец Гиляровского получил место чиновника в Вологде, он служил в полиции становым приставом.
В августе 1865 года Гиляровский поступил в первый класс Вологодской гимназии и в первом же классе остался на второй год. В гимназии Владимир Алексеевич начал писать стихи и эпиграммы на учителей («пакости на наставников»), переводил стихи с французского. Во время учёбы в гимназии два года изучал цирковое искусство: акробатику, джигитовку и другое. Общался с ссыльными народниками. Один из ссыльных дал Гиляровскому книгу Чернышевского «Что делать?».
В июне 1871 года после неудачного экзамена Гиляровский без паспорта и денег сбежал из дома. В Ярославле поступил работать бурлаком: 20 дней шёл с лямкой по Волге от Костромы до Рыбинска. Затем в Рыбинске работал крючником в порту. Осенью того же года поступил на службу вольноопределяющимся в Нежинский полк. В 1873 году был направлен в Московское юнкерское училище, где проучился около месяца, после чего был отчислен в полк за нарушение дисциплины. Службу, однако, продолжать далее не стал, написав рапорт об отставке.
Оставив военную службу, сменил несколько профессий: работал истопником, рабочим на белильном заводе купца Сорокина в Ярославле, был пожарным, трудился на рыбных промыслах, в Царицыне нанялся табунщиком, в Ростове-на-Дону был наездником в цирке.
С 1875 года начал работать актёром в театре. Выступал на сценах Тамбова, Воронежа, Пензы, Рязани, Саратова, Моршанска, Кирсанова и других местах.
С началом русско-турецкой войны снова пошёл в армию вольноопределяющимся; служил на Кавказе в 161-м Александропольском полку в 12-й роте, затем перешёл в охотничью команду, был награждён Знаком Отличия Военного ордена святого Георгия IV степени, светлобронзовой медалью «За русско-турецкую войну 1877—1878», медалью «В память 300-летия дома Романовых».
Всё это время Гиляровский писал стихи, зарисовки, письма своему отцу. Отец хранил рукописи сына. Первое стихотворение Гиляровского было напечатано в Вологде в 1873 году, о чём автор узнал только в 1878 году.
В 1881 году Владимир Алексеевич поселился в Москве и работал в театре Анны Бренко. 30 августа 1881 года в журнале «Будильник» были опубликованы стихи Гиляровского о Волге. Осенью 1881 года Владимир Алексеевич оставил театр и занялся литературой. Сначала он печатался в «Русской газете», а потом начал работать репортёром в газете «Московский листок». В 1882 году произошла Кукуевская катастрофа с человеческими жертвами — в результате размыва почвы под железнодорожным полотном потерпел крушение железнодорожный состав. Из числа журналистов Гиляровский первым прибыл на место крушения, участвовал в разборе завала две недели, посылая репортажи в «Московский листок».
В 1883 году стал одним из учредителей Русского гимнастического общества.
После репортажей Гиляровского о пожаре на фабрике Морозовых редактор газеты был вынужден скрывать настоящее имя автора. В конце концов Гиляровский был вынужден покинуть газету и в 1884 году начал работать в «Русских ведомостях». В 1885 году был напечатан очерк Гиляровского «Обречённые», написанный ещё в 1874 году. Речь в очерке идёт о белильном заводе Сорокина; в тексте изменены имена, переписаны образы некоторых героев, чтобы было невозможно понять, что один из них — автор. В 1887 году в своем репортаже «Ловля собак в Москве» поднял тему бездомных животных в городе.
Владимир Алексеевич также писал для «Русской мысли», «Русского слова», «Голоса Москвы», юмористических изданий «Осколки», «Будильник», «Развлечение».
В 1887 году Гиляровский подготовил для печати свою книгу «Трущобные люди». Все рассказы и очерки, вошедшие в неё, уже были однажды напечатаны в разных газетах и журналах. Однако книге не суждено было увидеть свет: весь тираж, ещё не сброшюрованный, в листах, был изъят ночью в ходе обыска в типографии инспектором по делам печати. Гранки набора было приказано рассыпать прямо в типографии. Цензурным комитетом книга была запрещена, и листы были сожжены в Сущевской полицейской части Москвы. Как выразился помощник начальника главного управления в ответ на прошение Гиляровского о допуске книги к печати: «Из ваших хлопот ничего не выйдет <…>. Сплошной мрак, ни одного проблеска, никакого оправдания, только обвинение существующего порядка. Такую правду писать нельзя». Только спустя 70 лет, в 1957 году книга была опубликована издательством «Московский рабочий».
В 1894 году Гиляровский издал сборник стихов «Забытая тетрадь». После этого Владимир Алексеевич продолжил работать репортёром в «Русских ведомостях», писал репортажи с Дона, из Албании, статьи о Русско-японской войне.
В 1896 году во время народного гулянья по случаю коронации императора Николая II едва не погиб в давке, став очевидцем катастрофы на Ходынском поле. Репортаж об этой трагедии был им опубликован через день после происшествия. Этой темы Гиляровский коснулся и в своих «Воспоминаниях».
В 1915 году, в начале Первой мировой войны, написал текст «Марша Сибирских стрелков». В 1916 году Гиляровский написал патриотическую статью под названием «Сербия» для иллюстрированного журнала «Великая война в образах и картинах», в которой утверждал, что «борьба славянства и германизма закончится победой славянства».
После Октябрьской революции Гиляровский пишет для газет «Известия», «Вечерняя Москва», журналов «Прожектор», «Огонёк». В 1922 году издаёт поэму «Стенька Разин». Выходят его книги: «От Английского клуба к музею Революции» (1926), «Москва и москвичи» (1926), «Мои скитания» (1928), «Записки москвича» (1931), «Друзья и встречи» (1934). «Люди театра» напечатаны по инициативе дочери Надежды и её супруга искусствоведа Лобанова только после смерти Владимира Алексеевича — в 1941 году. В старости Владимир Алексеевич почти полностью ослеп, но продолжал самостоятельно писать.
В Москве Гиляровский жил в доходном доме И. И. Карзинкина по адресу Столешников переулок, д. 9, кв. 10.
После того как вместе с проводником спустился в Москве в подземный водоток реки Неглинной, простудился и тяжело заболел.
Скончался 1 октября 1935 года в Москве. Похоронен на Новодевичьем кладбище (уч. 1); на могиле — надгробие работы Сергея Меркурова.

## Память
- Музей Гиляровского — музей в Тучково, Московская область.
- В 1966 году именем Гиляровского названа улица в Мещанском районе Москвы (бывшая 2-я Мещанская).
- Имя писателя носят улицы в Вологде и Тамбове.
- Имя Гиляровского присвоено одной из малых планет Солнечной системы — астероиду 3863 Gilyarovskij[14][15].
- В декабре 2003 года Центробанк России выпустил в обращение десять тысяч серебряных монет номиналом в два рубля, посвящённых 150-летию со дня рождения Владимира Гиляровского. На монете ошибочно указаны годы жизни 1853—1935[16].
- В 2017 году к 162-летию со дня рождения Гиляровского открыт филиал музейного объединения «Музей Москвы» Центр Гиляровского — выставочное пространство без постоянной экспозиции, в котором помимо временных выставок проходят кинопоказы, а также работает лекторий[17].

- Могила Гиляровского на Новодевичьем кладбище
- Считается, что Гиляровский послужил одним из прообразов для барельефа на пьедестале памятника Гоголю в Москве (работы Н. А. Андреева)[18].
- И. Репин. «Запорожцы пишут письмо турецкому султану».
 Существует миф, будто для хохочущего казака в белой папахе и красной свитке позировал Гиляровский, на самом деле художнику позировал профессор Александр Рубец[18].

## «Дом Дяди Гиляя»
В 2015 году в Вологде открыта Литературная резиденция «Дом Дяди Гиляя». Размещается в старинном здании на улице Чернышевского, 15. Объединяет литературный центр, мультимедийный литературный музей, литературное кафе. Резиденция предоставляет условия для совместной работы писателей и является местом, где они могут проводить творческий отпуск.
Принадлежит Вологодскому региональному отделению Союза российских писателей.

### Основные работы
- Трущобные люди: Этюды с натуры — Москва: тип. бр. Вернер, 1887. — 237, [2] с.
- Забытая тетрадь: (Стихотворения). — 2-е изд., пересмотренное и дополненное. — Москва: Русское т-во печатного и издательского дела, 1896. — 182, IV с.
- Московские нищие. — Москва: тип. «Рус. т-во печ. и изд. дела», 1896. — 16 с.
- Негативы: [Рассказы] . — Москва: тип. Борисенко и Бреслин, 1900. — [2], 182, [1] с.
- Забытая тетрадь: (Стихотворения). — 3-е изд., пересм. и доп. — Москва: т-во И. Д. Сытина, 1901. — 202, IV с.
- Портной Ерошка и тараканы: Быль в стихах — Москва: типо-лит. А. В. Васильева и К°, 1901. — 19 с. — (Дешёвая библиотека «Детского чтения»).
- На родине Гоголя: (Из поездки по Украине) — Москва: Отд. тип. т-ва И. Д. Сытина, 1902. — 64 с.
- Шипка прежде и теперь. 1877—1902 — Москва: т-во И. Д. Сытина, 1902. — 68 с.
- «Волга»: Новейший путеводитель / Сост. В. Г. — Казань: кн-во «А. П. Петров», 1908. — 96 с.
- Были: 1883—1908. — Москва: изд. Н. П., 1909. — [4], 150, [1] с.
- Шутки [Сб. рассказов]. — Москва: тип. П. П. Рябушинского, 1912. — 119 с.
- 1914 год. Казаки / [Вл. А. Гиляровский]. — [М.: т-во тип. А. И. Мамонтова, 1914]. — [12] с.
- Год войны: Думы и песни. — Москва: Улей, 1915. — 47 с.
- Грозный год: Стихотворения / Вл. Гиляровский; Рис.: А. М. Архипов, В. Н. Бакшеев, А. М. Васнецов [и др.]; Обл. В. Ев. Егорова. — Москва: Улей, 1916. — 85, [3] с.
- Петербург: [Стихи] / Вл. А. Гиляровский; Обложка работы Г. Гольц. — Москва: Берендей, [1922]. — 30 с.
- Стенька Разин. Поэма. М.: «Берендеи», 1922. — 31 .
- Москва и москвичи: Воспоминания. — Москва: Всероссийский союз поэтов, 1926. — 126[1] c.
- От Английского клуба к Музею революции. М.: Изд. Музея революции, 1926. — 54 стр.
- Мои скитания: Повесть бродяжной жизни. — Москва: Федерация, 1928. — 300[1] c.
- Записки москвича. — Москва: Федерация, 1931. — 237, [2] с.
- Друзья и встречи. — Москва: Советская литература, 1934. — 249 с.
- Москва и москвичи: Очерки старомосковского быта. — Москва: Советский писатель, 1935. — 391 с.
- Люди театра. Повесть актёрской жизни. — М.—Л.: «Искусство», 1941. — 278 с.
- «Москва газетная» (опубликована 1960).

### Многотомные издания
- Гиляровский Вл. Избранное в трёх томах. — М.: Московский рабочий, 1960—1961.
- Гиляровский Вл. Сочинения в четырёх томах. — М.: Правда, 1967. — 200 000 экз.
- Гиляровский Вл. Сочинения в четырёх томах. — М.: Правда, 1989. — 500 000 экз.
- Гиляровский Вл. Сочинения в трёх томах. — М.: Инфосерв, 1994.
- Гиляровский Вл. Сочинения в четырёх томах. — М.: Терра, 1997.

## Киновоплощения
- «Хитровка. Знак четырёх» (2023) — роль исполнил Михаил Пореченков.
- «Репортаж из прошлого» (Госфонд Мосфильма) — роль исполнил Табаков.
- «Сюжет для небольшого рассказа» (1969) — роль исполнил Леонид Галлис.